# Salsipuedes (película de 2014)
Salsipuedes es una película de Argentina filmada en colores dirigida por Mariano Luque sobre su propio guion  que se estrenó el 13 de febrero de 2014 y tuvo como actores principales a Mara Santucho, Marcelo Arbach, Mariana Briski y Camila Murias.
Se preestrenó en el Buenos Aires Festival Internacional de Cine Independiente de 2012, donde participó en la competencia argentina.

## Sinopsis
En un campamento en las sierras se encuentra en una carpa una pareja para unas breves vacaciones. Detalles menores, actitudes y marcas van mostrando una violencia silenciada que suponemos existe también en la vida cotidiana.

## Reparto
Participaron del filme los siguientes intérpretes:
- Mara Santucho…Carmen
- Marcelo Arbach…Rafa
- Mariana Briski…Madre
- Camila Murias…Coco

## Comentarios
Diego Lerer escribió:

”Los primeros 20 minutos –unos tres planos- son extraordinarios. El problema, tengo la sensación, es que de ahí en adelante la película gira sobre sí misma….supongo que una duración de 30/40 minutos sería la ideal para el filme. Así, con menos de 70, se hace largo…”

Diego Batlle opinó:”

”… valiosa y, al mismo tiempo, implacable... No hay aquí terribles golpizas ni ultrajes, sino esos rasgos de violencia cotidiana (casi diría socialmente admitida, institucionalizada) que se dan en circunstancias aparentemente banales y que tienen que ver con las entonaciones de la voz, los chistes con doble sentido, las frases humillantes, los gestos amenazantes de quien se siente más poderoso… generoso y minucioso trabajo previo con los dos protagonistas…puesta en escena muy pensada, pero al mismo tiempo fluida, que se permite con la cámara inquieta observar y encontrar la esencia de los conflictos.